# Creu de terme del carrer Germans Bach
La Creu de terme del carrer Germans Bach és una creu de terme de Sant Esteve Sesrovires (Baix Llobregat) situada a la cruïlla entre el Passeig de les Oliveres, Carrer de la Creu i Carrer Joan Maragall.
Inicialment era al capdamunt del carrer Germans Bach, quan el carrer era un camí de carro, però la urbanització del carrer l'any 1965 i el naixement de la Coma, en tant que primera urbanització del poble, obligà a traslladar-la.
El conjunt està configurat per un pilar de secció quadrada construït amb carreus de pedra que recolza sobre una basament més gran de secció circular. Sobre el pilar descansa la creu de terme, construïda també de pedra.